# Helene Raff

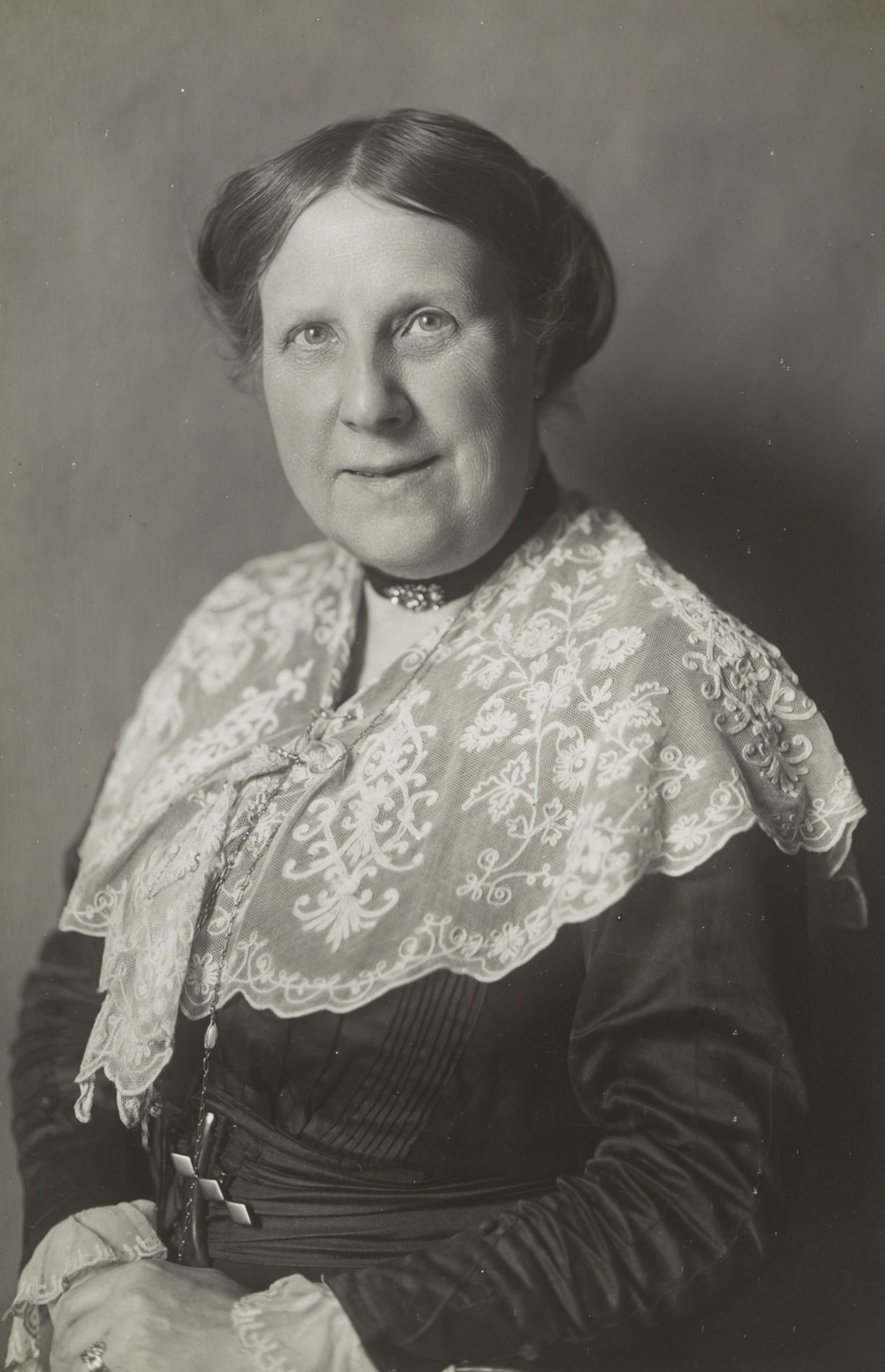
Helene Raff (undatiertes Porträt von Philipp Kester)

Helene Raff (* 31. März 1865 in Wiesbaden; † 8. Dezember 1942 in München) war eine deutsche Malerin, Schriftstellerin und Sagensammlerin. Als bildende Künstlerin debütierte sie 1890 in der Münchener Secession.

## Leben und Arbeit
Sie war die Tochter des Komponisten Joseph Joachim Raff (1822–1882) und der Schauspielerin Dorothe „Doris“ Raff, geb. Genast (1826–1902). Ihre Eltern beschlossen, sie privat unterrichten zu lassen.
Als bildende Künstlerin war Raff Schülerin von Heinrick Lossow und Claus Meyer in München sowie von Gustave Courtois in Paris.
Raffs Vater komponierte zu ihren Texten die Kantate Die Tageszeiten (Opus 209) (1878) und den Liederzyklus Blondel de Nesle (Opus 211) (1880). Das Pseudonym Helge Heldt sollte verschleiern, dass es sich dabei um Werke seiner Tochter, die noch im Teenageralter war, handelte.
Sie stand in einer engen, aber asexuellen Beziehung mit dem norwegischen Dramatiker Henrik Ibsen, der von ihrer Schönheit fasziniert war. Um Ibsens Werke besser würdigen zu können, lernte sie Norwegisch. Als Geburtstagsgeschenk im Jahre 1890 gab sie ihm eine Studie in Öl einer jungen Frau mit weißem Kopftuch, die der Dichter als „kleine Solveig“ – die weibliche Figur, die er in dem Drama Peer Gynt dargestellt hatte – bezeichnete. Später erhielt er eine gemalte Landschaft der Normandie von ihr.
Helene Raff wurde als Porträtmalerin in München bekannt und gewann einen soliden Ruf als Autorin. Neben der Biographie ihres Vaters und weiteren Artikeln über ihn verfasste sie ein unveröffentlichtes Ibsen-Tagebuch, das verlorenging. Ihre Autobiographie Blätter vom Lebensbaum erschien 1938.
Raff spezialisierte sich auf die Sammlung von Märchen und Mythen des südlichen Deutschlands. Zu ihren Werken in diesem Bereich zählen Regina Himmelschütz, Altbayerische Legenden, Fränkische Legenden und Sagen und Der Münchner Waldfriedhof. Außerdem schrieb sie mehrere historische Romane. In den 1920er Jahren entschied Raff sich dafür, Hitler nicht zu unterstützen.

## Werke
- Modellgeschichten. [8 Erzählungen]. Paetel, Berlin 1902[1]
  - daraus: Die streitbaren Apostel und Veferl in: Deutsche Rundschau, Band 108 (1901), S. 282–299 (Digitalisat im Internet Archive)
  - daraus: Die Lügen-Wabi in: Deutsche Rundschau, Bd. 110 (1902), S. 138–148 (Digitalisat im Internet Archive)
  - daraus: Der Scherbenflicker. Eine Pariser Modellgeschichte in: Deutsche Rundschau, Bd. 112 (1902), S. 445–461 (Digitalisat im Internet Archive)
- Christofora. Novelle. In: Deutsche Rundschau, Bd. 120 (1904), S. 321–351 (Digitalisat im Internet Archive)
- Die Braven und die Schlimmen. Geschichten aus Bayern und Tirol. Berlin 1904
- Eva Stainer. Erzählung. In: Deutsche Rundschau, Bd. 127 (1906), S. 321–339 (Digitalisat im Internet Archive)
- Sünder und Entsühnte. Erzählungen und Skizzen. Paetel, Berlin 1907
- Naturgewalten. Vier Erzählungen (= Engelhorns Allgemeine Roman-Bibliothek, 26. Jg., Bd. 8). Engelhorn, Stuttgart 1909. (Neuauflage 2020, ISBN 978-3-7437-3783-9)
- Paul Heyse. Mit drei Bildnissen. Cotta, Stuttgart 1910
- Paul Heyse. (= Volksbücher der Literatur, Bd. 29). Velhagen & Klasing, Bielefeld u. Leipzig 1911 (Digitalisat).
- Deutsche Frauen über Meer. Thienemann, Stuttgart 1911; 1930
- Der Nebelreiter und andere Geschichten. Stuttgart 1912 (Digitalisat im Internet Archive)
- Der Findling vom Arlberg. München 1913 (Thienemann, Stuttgart o. J.: Mit Bildern von Erica von Kager)
- Das junge Geschlecht. Erzählungen. J. Engelhorns Nachf., Stuttgart 1915 (Digitalisat im Internet Archive)
- Friedenskämpfe. Erzählungen (= Engelhorns Allgemeine Roman-Bibliothek, 32. Jg., Bd. 23). Engelhorn, Stuttgart 1917 (Digitalisat im Internet Archive)
- Die Georgine. Roman. Stuttgart 1920
- Laurins Rosengarten. Märchen, Geschichten und Sagen aus dem Lande Tirol. Ausgewählt und erzählt von Helene Raff. Mit vier farbigen Bildern von K. M. Schultheiß. Stuttgart o. J. [ca. 1920]
- Recht wider Recht. Novellen. Haas & Grabherr, Augsburg 1921
- Regina Himmelschütz (= Jungmädchen-Bücher, Bd. 4). Mit Zeichnungen von Arpad Schmidhammer. Thienemann, Stuttgart 1921
- So lang der alter Peter. Ein Alt-Münchner Stadtbuch. Knorr & Hirth, München 1923 (Digitalisat).
- Tiroler Legenden. Mit Bildern von Hugo Grimm. Innsbruck 1924
- Joachim Raff. Ein Lebensbild. Deutsche Musikbücherei. German Music Library Vol. 42. Gustav Bosses Verlag 1925
- Alt-Bayerische Legenden. Neu erzählt von Helene Raff. Bücher der Heimat, Altötting 1925 (Digitalisat).
- Fränkische Legenden und Sagen. Ausgewählt und teilweise neu erzählt von Helene Raff. Bücher der Heimat, Altötting 1927
- Das Mädchen von Spinges. Eine Erzählung aus den Kämpfen Tirols. Thienemann, Stuttgart 1927
- Herthas seltsame Reise. Eine Traumfahrt durch Süddeutschland. Mit Illustrationen von Julius Junghans. Franckhsche Verlagsbuchhandlung, Stuttgart 1937
- Blätter vom Lebensbaum. Knorr & Hirth, München 1938
- Freuden am Wegrand. Glocken Verlag, München 1946